# ヘンリー・ヴィンセント・ハバード
ヘンリー・ヴィンセント・ハバード（Henry Vincent Hubbard、H.V.Hubbard、1875年 - 1947年）は、アメリカ人のランドスケープアーキテクトとプランナー。全米での公共造園学方面における主要人物としてハーバード大学教授を務め、多くの著述とユニークな教え方で知られる。全米におけるランドスケープアーキテクチュア研究での学位を獲得した、最初の人物でもある。

## 概況
マサチューセッツ州タウントン生まれ。地元タウントンの高等学校を卒業後、ハーバード大学に進学し1897年に卒業。その後マサチューセッツ州の工業技術専門学校で1年間工業を学んだ後、1998年にフレデリック・ロー・オルムステッド・ジュニアが教鞭を執るハーバード大学造園科に入学。また同年夏にはフランスやドイツ、イギリスなどヨーロッパに遊学しており、1900年には、設計協同組合組織のオルムステッドブラザース社会員となって勤務し始めている。
1902年からはオルムステッド・ジュニアと動物園研究の他、フランスとイタリアの庭園や全米各地の国立公園、ニューファウンドランドや北部メーン州から北カナダまでの旅を続けている。1904年に卒業後、当時ブルックラインにあったオルムステッドブラザーズの事務所に入所。1906年にランドスケープアーキテクチャを教えるために、母校に戻る。以降33年もの教育期間に、彼は地域と都市計画と一緒にランドスケープアーキテクチャの職業開発に焦点を当てる。ハバードの担当クラスでは他の教授とは異なり、実際の設計上の問題を使用するスタイルを執る。1910年に助教授。1912年にはハーバードスクエアの改造委員会に協力するよう、ローウェル大統領に委員に任命され、1915年からハーバードヤードの処理における貢献で、大統領顧問に任用されている。
1917年、ハバードは大学の教科書用に妻であるテオドラ・キンブルと共同執筆した、『An Introduction to the Study of Landscape Design（ランドスケープデザイン研究序説）』を刊行。この本はランドスケープアーキテクチャ教育のための標準的なテキストとなり、ハーバード大学で造園設計を専攻する学生たちからは長年にわたって「バイブル」だとみられてきた。この本でハバードは、庭園デザインを人為整形式と自然風とにスタイル内容を分類して論じ、それはまた古典形式であるヨーロッパの先例の変化との使用について説明、設計者の多くに、空間コンテキストの条件が閉塞的かつ社会性を認識するようなアプローチを提示している。類型論的と絵画的なアプローチに基づいて強調するボザール様式、そのモダンなデザインが呼び出されている。
1925年、彼は雑誌『ランドスケープアーキテクチャー』を創刊し、その雑誌の編集長となる。 また別の雑誌の編集長も兼務した。大学では造園教育の他、1929年には、都市計画クラスを開講。
大学外ではまた、アメリカ造園学会（American Society of Landscape Architects、ASLA)メンバーとして、1931年から1935年に、ASLA会長を務める一方、ローマのアメリカンアカデミーから、ナショナルキャピトルパーク計画委員会、ホームビルや住宅購入に関する大統領会議などの委員会活動、さらにアメリカ国立公園局、連邦住宅局およびいくつかの都市のための計画に関するコンサルタントとして、その後20年間もの間従事している。
オルムステッドジュニアの元で、トーマスジェファーソン記念碑（ワシントンD.C.）のランドスケープデザインを担当。このほか、アイオワ州の近隣都市計画・バージニア州ヒルトン・ヴィレッジ計画、ハーバード大学チャールズ.D.ノートン・チェアー地域計画、を手がけ、国土計画パイオニア（米国プランナー協会認定） として名をはせた。
ハバードが影響された主なものの一つに、ドイツのヘルマン・フォン・ピュックラー＝ムスカウが自所有地に展開したムスカウ・エステートのランドスケープデザインがある。ランドスケープデザイン分野でのピュクラー＝ムスカウについて、ハバードの研究紹介においては自身のデザイナーとしての仕事における豊富な実績だけでなく、造園に対する思想方面を重視している。このため、ハバードの著書から、アメリカのランドスケープアーキテクトらにピュクラー＝ムスカウの作品が、後の世代に知られるようになった。 
1929年、ハーバード大学出版から再びテオドラ夫人と 『私たちの都市、今日と明日;合衆国における都市計画とゾーニング進展調査』（Our Cities, To-Day and To-Morrow; A Survey of Planning and Zoning Progress in the United States）を刊行。